# Тейлор, Дэвид (политик, 1969)
Дэвид Джеймс Тейлор (англ. David James Taylor; род. 16 ноября 1969) — американский политический деятель, член Палаты представителей США от Огайо с 3 января 2025 года.

## Биография
Родился 16 ноября 1969 года. Окончил среднюю школу в Батавии, штат Огайо, а затем учился в Университете Майами и на юридическом факультете Университета Дейтона. 
После окончания обучения Тейлор работал помощником прокурора в округе Клермонт, а затем стал владельцем семейного бизнеса по производству бетона «Sardinia Ready Mix» в округе Браун.
После заявления действующего конгрессмена Брэда Венструпа о том, что он не будет добиваться переизбрания в Палату представителей США от 2-го избирательного округа Огайо на выборах 2024 года, Тейлор объявил о выдвижении свей кандидатуры. Он победил в праймериз Республиканской партии, а затем одержал победу над кандидатом от Демократической партии Самантой Медоуз на всеобщих выборах в ноябре.

## Личная жизнь
С 1997 года Тейлор женат на своей избраннице Черити Тейлор. Они проживают в округе Клермонт вместе со своими тремя дочерьми.